# Untersulzbachtal
Das Untersulzbachtal ist ein rechtes, nordnordwestlich laufendes Seitental zur Salzach im Pinzgau (Land Salzburg, Österreich). Es gehört zur Katastralgemeinde Sulzau (Gemeinde Neukirchen), ist gänzlich unbewohnt und von besonderer landschaftlicher Schönheit.

## Lage und Landschaft
Das Untersulzbachtal ist nach Krimmler Achental und Obersulzbachtal das dritte der Tauerntäler, die südwärts in den Alpenhauptkamm streifen.
Das Untersulzbachtal hat eine Länge von etwa 12 km. Es ist ein typisches, glazial geprägtes Trogtal mit relativ steilen, durch Steinschlagrinnen gekerbten Talflanken (Trogwände). Das Tal ist bewaldet und eng, ab der Stockeralpe (1265 m ü. A.) wird es hochalpin, bedingt durch das Untersulzbachkees, dessen Gletscherzunge (2073 m ü. A.) vom Großvenediger (3657 m ü. A.) und der Hohen Fürleg (3243 m ü. A.) herunterfließt. Das Tal ist fast weglos, wild und wird vom Kleinvenediger beherrscht.
Der Untersulzbach mündet zwischen Neukirchen am Großvenediger und Rosenthal in die Salzach, in deren breiten Talboden sich das Sulzbachtal übergangslos öffnet. Über der Talsperre auf 1022 m ü. A. steht die einst sehr berühmte Knappenwand, heute befindet sich hier ein Schaubergwerk (Kupferbergwerk).
Der (Unter-)Sulzbachfall ist ein Wasserfall im unteren Teil des Tales, der bereits aus dem weiten Salzachtal sichtbar ist. Über einen Wandersteig kommt man zu Aussichtspunkten nah an den Wasserfall heran.
Am Talschluss bildet das Zwischensulzbachtaltörl den Übergang zum Obersulzbachkees auf die Kürsingerhütte (hinterstes Obersulzbachtal), das Untersulzbachtaltörl am Viltragenkees unterhalb des Kleinvenediger Richtung Neuer Prager Hütte, über den Alpenhauptkamm ins Tauerntal (Felber Tauern).

## Wildnisgebiet Sulzbachtäler

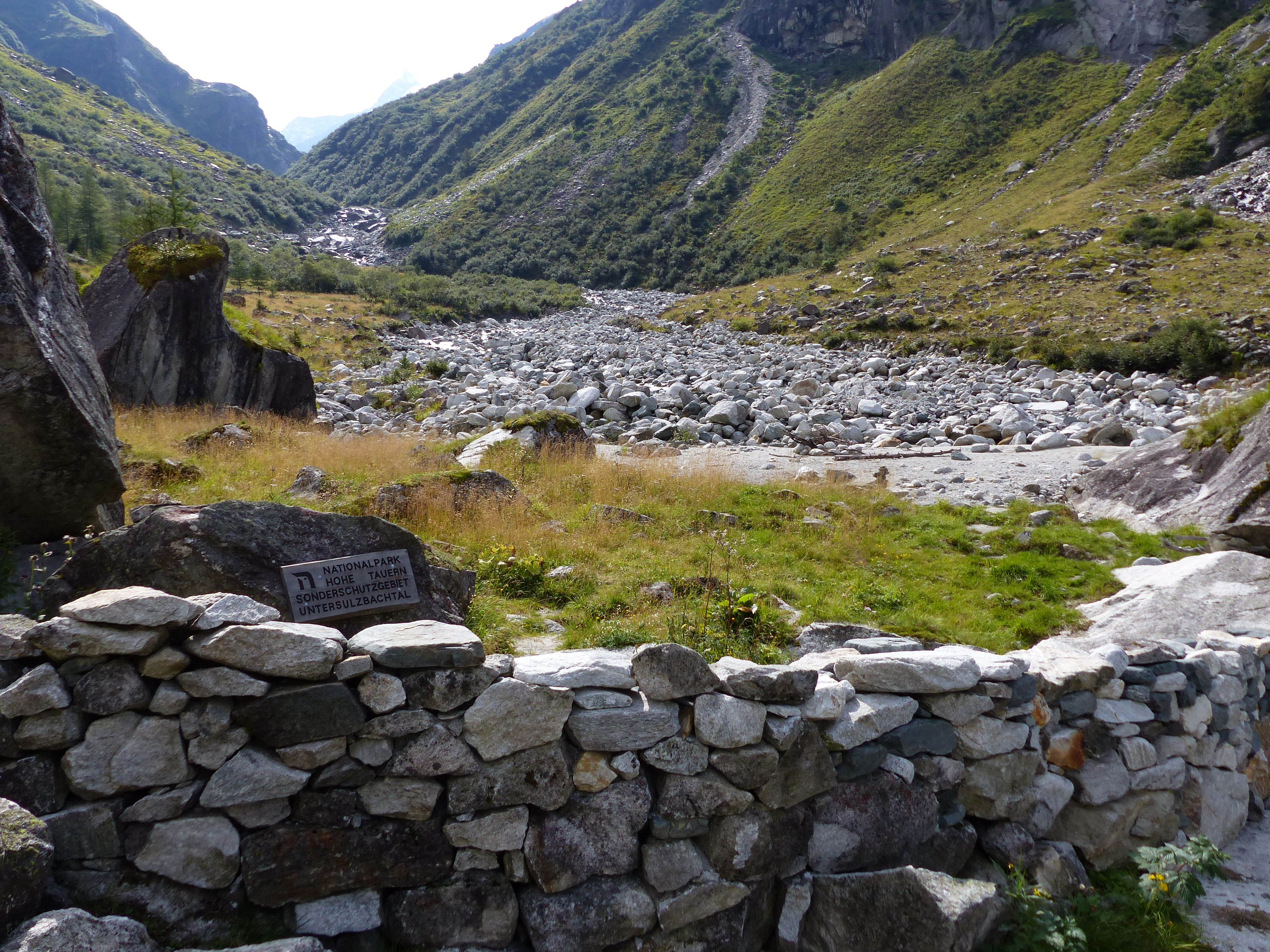
Grenze des Sonderschutzgebiets

Das Innere Untersulzbachtal liegt im Nationalpark Hohe Tauern und ist ein Sonderschutzgebiet nach § 22 Salzburger Nationalparkgesetz. Als solches wurde es schon 1996 bestimmt.
Es erstreckt sich – die Ascham-Alm am Talschluss ausgenommen – vom Breitfuß und Oberen Wartfuß taleinwärts bis zu Fürleg, Keeskogel und an das Untersulzbachtaltörl, und in der Höhenlage von etwa 1700 m bis auf 3243 m (Fürleg). Es sind hier sämtliche Entwicklungsstadien der einzelnen Pflanzengesellschaften, von der subalpinen Nadelwaldstufe bis zur Nivalstufe in natürlicher Abfolge feststellbar.
Die ehemalige Besitzung des Vereins Naturschutzpark, des Nationalpark-Pioniers, im Unter- und Obersulzbachtal, die das Land Salzburg 2016 erwarb, soll ein Wildnisgebiet werden.
Seit 2019 sind Teile des Untersulzbachtales Teil des international durch die IUCN anerkannten und zertifizierten Wildnisgebietes Sulzbachtäler (Kategorie 1b).
Weiterhin ist dies ein Auswilderungsgebiet von zwei Bartgeiern.

## Geschichte

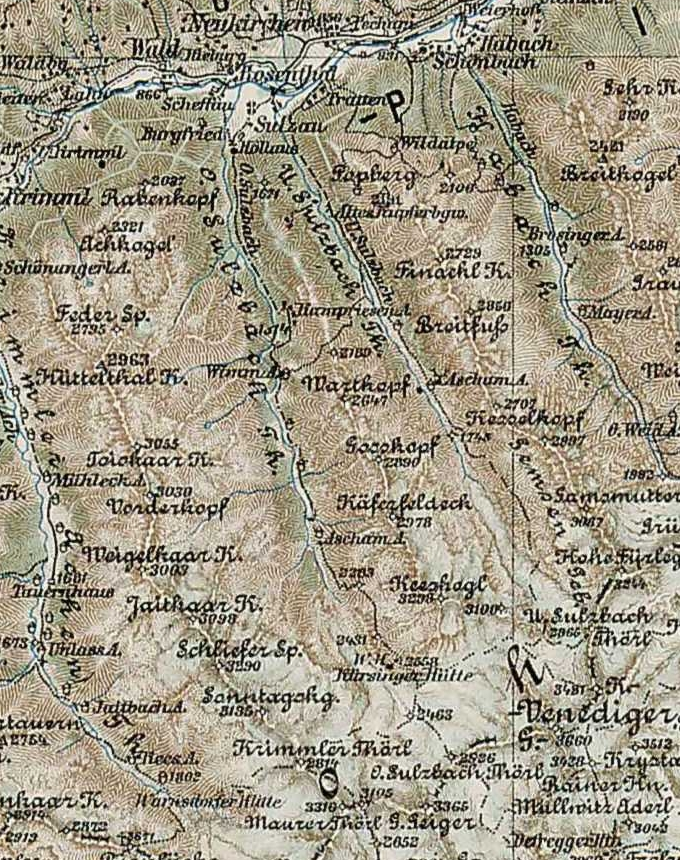
O(beres) und U(nteres) Sulzbach Th(al). Franzisco-Josephinische Landesaufnahme, Blatt 30–47 Bruneck, um 1900

Wie auch vom Obersulzbachtal aus versuchte der Oberförster Paul Rohregger 1828 die Erstbesteigung des Großvenedigers durch das Untersulzbachtal, kam aber nur bis in die Venedigerscharte hinein.
Weiterhin verbindet der Bettlersteig dieses Tal mit den Obersulzbachtal.

## Bilder

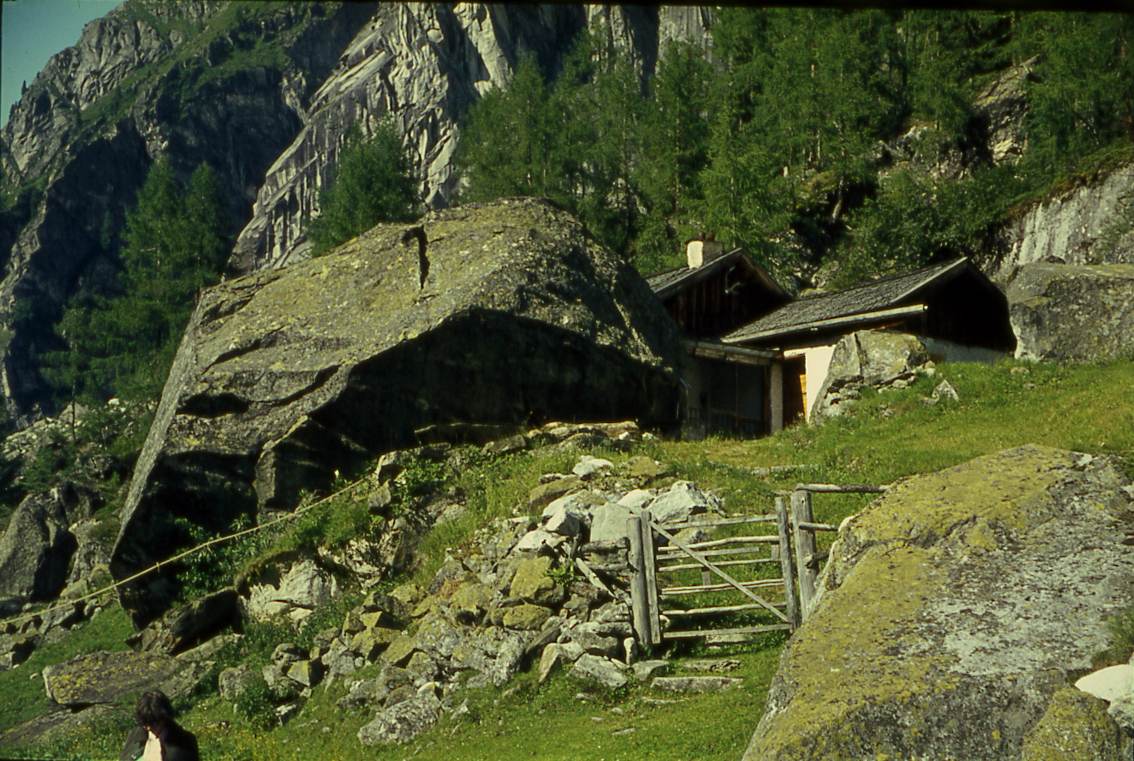
Ascham Alm in 1965
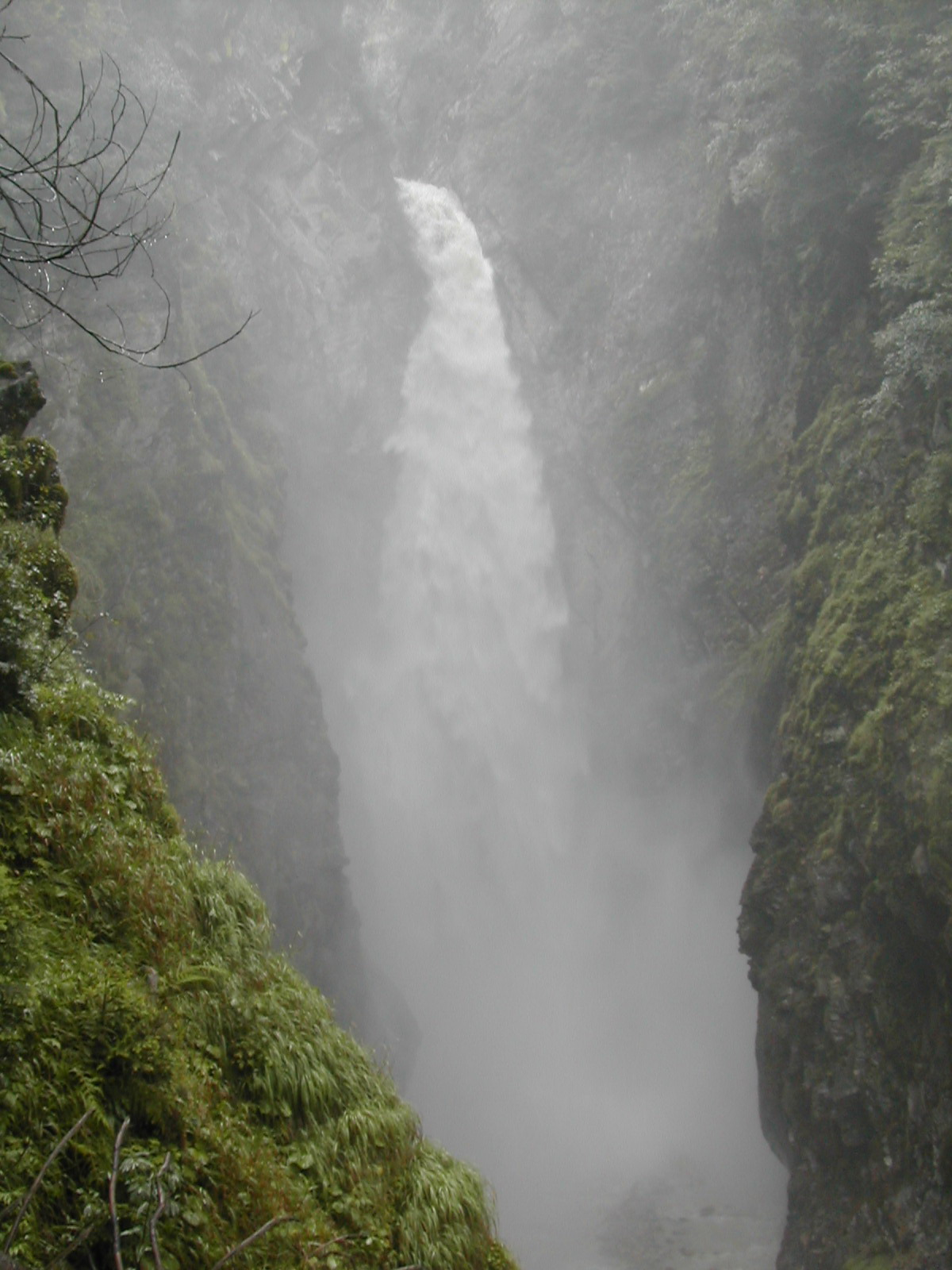
Untersulzbachfall
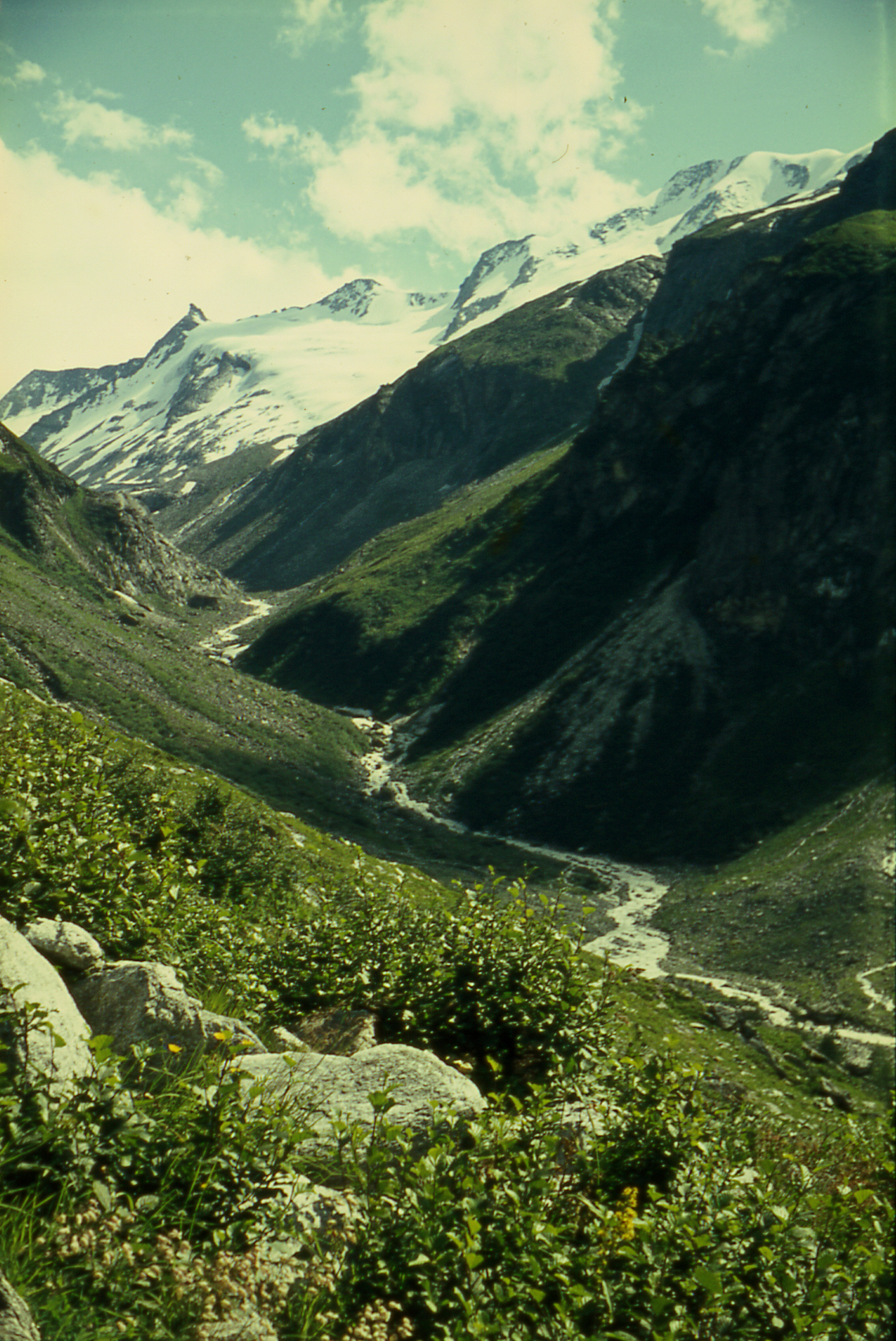
Tal mit Venedigergruppe
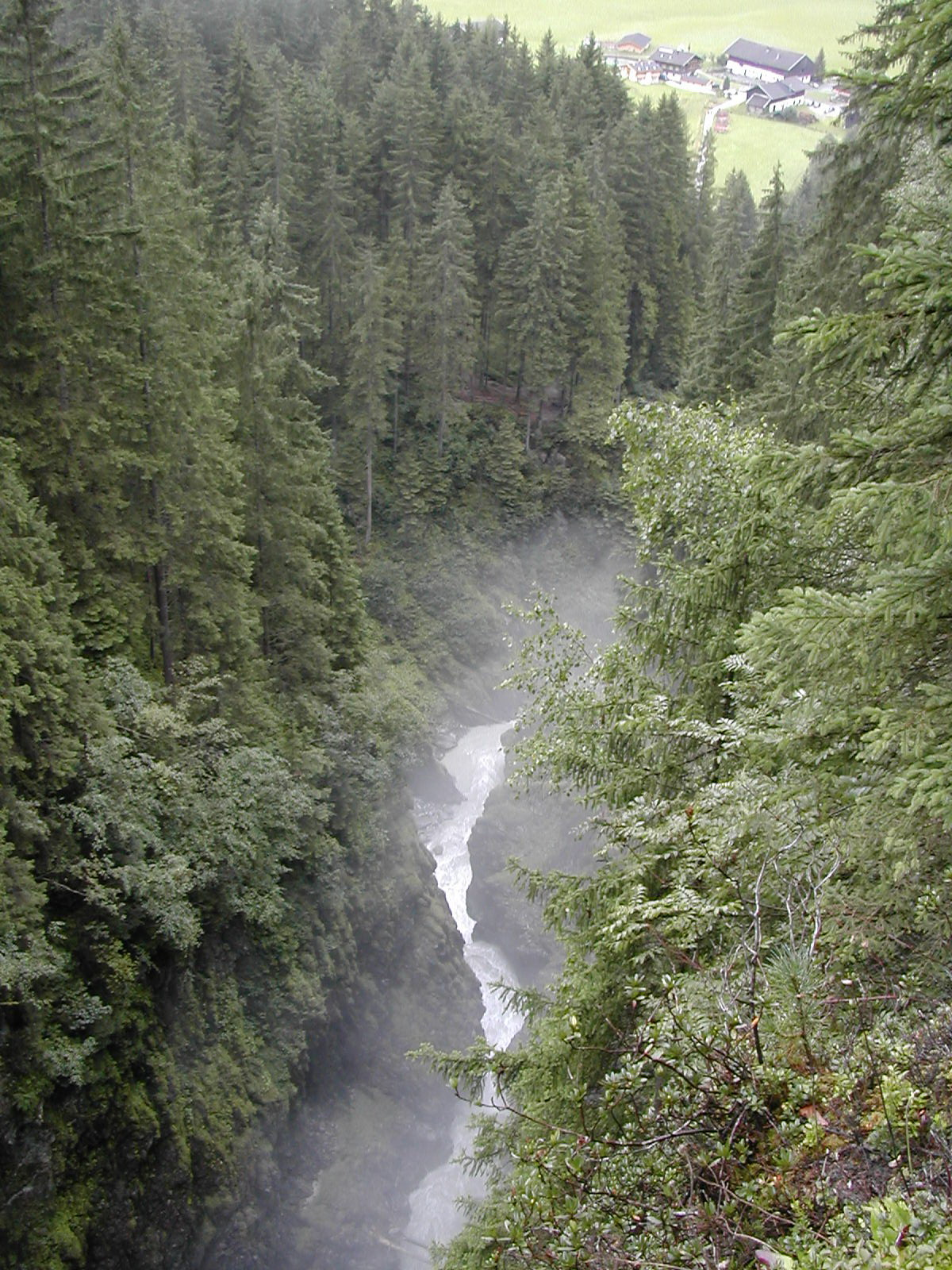
Pinzgau Untersulzbachfälle